# Phytocoris nowickyi
Phytocoris nowickyi is een wants uit de familie van de blindwantsen (Miridae). De soort werd het eerst wetenschappelijk beschreven door Franz Xaver Fieber in 1870.

## Uiterlijk
De geelrode, bruinrood gevlekte blindwants is, als volwassen dier, macropteer en kan 5 tot 6,5 mm lang worden. De voorvleugels zijn variabel en onregelmatig, roodbruin gevlekt. de uiteinden van het hoornachtige gedeelte van de voorvleugels (cuneus) is geel met daarboven een geelachtige vierhoekige vlek. Het halsschild is aan de achterrand zwart en het scutellum heeft twee rode vlekken. Het kleurloze doorzichtige deel van de vleugels heeft grijze vlekjes. De pootjes zijn geel en hebben roodbruin gevlekte dijen. De schenen van de midden- en voorpootjes hebben drie donkere ringen. Van de gele antennes is het eerste segment bruin gevlekt.

## Leefwijze
De wants komt voor in vochtige gebieden met veel kruiden. De soort overwintert als eitje en kent een enkele generatie per jaar. De volwassen dieren kunnen van juli tot september aangetroffen worden op diverse kruiden zoals kluwenzuring (Rumex conglomeratus), bijvoet (Artemisia vulgaris), wateraardbei (Potentilla palustris) en wilgenroosje (Chamerion angustifolium).

## Leefgebied
De soort komt in Nederland alleen in Limburg voor en is zeldzaam. Het leefgebied is palearctisch en strekt zich uit van :
Europa tot in Siberië in Azië